# Jade Raymond
Jade Raymond (Montreal, 28 de agosto de 1975) es una productora de videojuegos canadiense, mayormente conocida por ser una de las creadoras de las franquicias Assassin's Creed y Watch Dogs cuando era directora del estudio Ubisoft Toronto. En marzo de 2021, Jade Raymond anunció la fundación de un nuevo estudio de videojuegos independiente llamado Haven.

## Biografía
Raymond se formó en la Marianopolis College de Montreal para posteriormente graduarse en la Universidad McGill en Ciencias Informáticas. Fue en su adolescencia cuando descubrió su pasión por los videojuegos, como ella misma afirmaría:

«Después de pasar todo un verano jugando, se hizo bastante claro para mí que tenía que hacerlos» AskMen.com

Comenzó su carrera como programadora en el desarrollo de juegos educativos para IBM y Microsoft, formando parte del Grupo de Investigación Avanzado. Su primer trabajo en la industria de los videojuegos fue en la programación de juegos para Sony. Unos años más tarde, cambió su rol a EA y desde entonces ha seguido la producción de juegos. Después de siete años de trabajo en Nueva York y San Francisco se mudó de regreso a Montreal, para hacer juegos en el aclamado estudio Ubisoft Montreal. Raymond fue la productora del videojuego Los Sims Online, pero más recientemente fue la principal productora del juego de acción y aventura Assassin's Creed. Raymond posteriormente participaría en el programa del canal estadounidense-canadiense G4, The Electric Playground, como corresponsal, junto con Tommy Tallarico, Victor Lucas, Julie Stoffer y Geoff Keighley.
Además también tiene un grado en Bellas Artes y forma parte de la junta de administración en Quebec de LOVE, una organización sin fines lucrativos dedicada a reducir la violencia juvenil en Canadá.
Tras unas primeras afirmaciones que aseguraban que no participaría en el desarrollo de Assassin's Creed II, se ha sabido que no solo está metida de lleno en el desarrollo de dicho juego, sino que además es la productora ejecutiva del título. De esta forma, Jade ha subido un escalón respecto al puesto que ostentaba en la anterior entrega de la saga, donde fue la productora del mismo. El lanzamiento de dicho juego sería sacado para las navidades de 2009, dos años después de la primera entrega, Assassin's Creed.
Jade ha ido escalando puestos poco a poco para llegar a convertirse en directora de Ubisoft Toronto. En octubre de 2014, poco antes del lanzamiento de Assassin's Creed: Unity, dejó dichos estudios para abrir una nueva etapa en su vida y buscar nuevos desafíos.
En 2015 se une a Electronic Arts y forma la compañía ubicada en Montreal Motive Studios para realizar junto a Visceral Games juegos basados en la saga Star Wars.
En 2018 fue galardonada con el Premio Pionera del Fun & Serious Game Festival, el cual tiene lugar en Bilbao.
A principios de marzo de 2019 Raymond informó que fue contratada por Google para ocupar el cargo de vicepresidenta, y el 19 de marzo de 2019 se confirmó que sería para liderar la nueva división de videojuegos por streaming de Google llamada Stadia Games and Entertainment.
En febrero de 2021, Jade Raymond fue cesada de su puesto en Google luego de que la compañía decidió el cierre de todos sus estudios de desarrollo de videojuegos. El 16 de marzo del mismo año, Raymond anunció la fundación de un nuevo estudio de videojuegos independiente llamado Haven Entertainment Studios. Además, explicó que Sony Interactive Entertainment invertiría en el estudio para la creación de una nueva IP para PlayStation.

## Juegos

### Sony Online Entertainment
- Jeopardy! (Programadora)
- Trivial Pursuit (Programadora)

### Electronic Arts
- Los Sims Online (2002) (Productora)

### There Inc
- There (2003) (Productora/Arte)

### Ubisoft Montreal
- Assassin's Creed (2008) (Productora)
- Assassin's Creed II (2009) (Productora Ejecutiva)[12]
- Assassin's Creed: Brotherhood (2010) (Productora Ejecutiva)

### Ubisoft Toronto
- Tom Clancy's Splinter Cell Blacklist[13]